# 福重隆浩
福重 隆浩（ふくしげ たかひろ、1962年〈昭和37年〉5月3日 - ）は、日本の政治家。公明党所属の衆議院議員（2期）。元群馬県議会議員（5期）。

## 来歴
東京都調布市に生まれる。1985年、創価大学経営学部を卒業。同年、東京コスモス電機入社。
2003年、群馬県議会議員選挙（高崎市選挙区）に公明党公認で立候補して初当選。以後、連続5期務める。
2013年8月、公明党群馬県本部の代表に就任した。
2020年7月、公明党から次期衆議院議員総選挙の比例北関東ブロック単独候補として擁立されることが発表される。翌年9月7日付で県議会議員を辞職し、2021年10月31日執行の第49回衆議院議員総選挙で衆議院議員として初当選を果たした。
2024年10月の第50回衆議院議員総選挙にも比例北関東ブロック単独候補（比例名簿順位は単独2位）として立候補し、再選された。

## 選挙歴
| 当落 | 選挙                   | 執行日         | 年齢 | 選挙区       | 政党   | 得票数    | 得票率 | 定数 | 得票順位 /候補者数 | 政党内比例順位 /政党当選者数 |
| ---- | ---------------------- | -------------- | ---- | ------------ | ------ | --------- | ------ | ---- | ------------------ | ---------------------------- |
| 当   | 群馬県議会議員選挙     | 2003年4月13日  | 40   | 高崎市選挙区 | 公明党 | 1万3727票 | 13.51% | 7    | 3/8                | /                            |
| 当   | 群馬県議会議員選挙     | 2007年4月8日   | 44   | 高崎市選挙区 | 公明党 | 1万6880票 | 11.83% | 8    | 1/11               | /                            |
| 当   | 群馬県議会議員選挙     | 2011年4月10日  | 48   | 高崎市選挙区 | 公明党 | 1万6707票 | 11.42% | 9    | 3/10               | /                            |
| 当   | 群馬県議会議員選挙     | 2015年4月12日  | 52   | 高崎市選挙区 | 公明党 | 1万6764票 | 12.33% | 9    | 1/10               | /                            |
| 当   | 群馬県議会議員選挙     | 2019年4月7日   | 56   | 高崎市選挙区 | 公明党 | 1万5013票 | 12.02% | 9    | 2/10               | /                            |
| 当   | 第49回衆議院議員総選挙 | 2021年10月31日 | 59   | 比例北関東   | 公明党 | ーー票    | ーー   | 19   | /                  | 3/3                          |
| 当   | 第50回衆議院議員総選挙 | 2024年10月27日 | 62   | 比例北関東   | 公明党 | ーー票    | ーー   | 19   | /                  | 2/3                          |